# Raghunathpur
Raghunathpur è una suddivisione dell'India, classificata come municipality, di 1.707 abitanti, situata nel distretto di Purulia, nello stato federato del Bengala Occidentale. In base al numero di abitanti la città rientra nella classe III (da 20.000 a 49.999 persone).

## Geografia fisica
La città è situata a 23° 33' 0 N e 86° 40' 0 E e ha un'altitudine di 154 m s.l.m..

## Società

### Evoluzione demografica
Al censimento del 2001 la popolazione di Raghunathpur assommava a 1.707 persone, delle quali 11.326 maschi e 10.486 femmine. I bambini di età inferiore o uguale ai sei anni assommavano a 2.640, dei quali 1.395 maschi e 1.245 femmine. Infine, coloro che erano in grado di saper almeno leggere e scrivere erano 13.317, dei quali 8.043 maschi e 5.274 femmine.